# آناکاترین بورگر
آناکاترین بورگر (آلمانی: Annekathrin Bürger؛ زادهٔ ۳ آوریل ۱۹۳۷) هنرپیشه اهل آلمان است.
از فیلم‌ها یا برنامه‌های تلویزیونی که وی در آن نقش داشته‌است می‌توان به پنج روز، پنج شب اشاره کرد.